# Czarnolas (Skoroszyce)

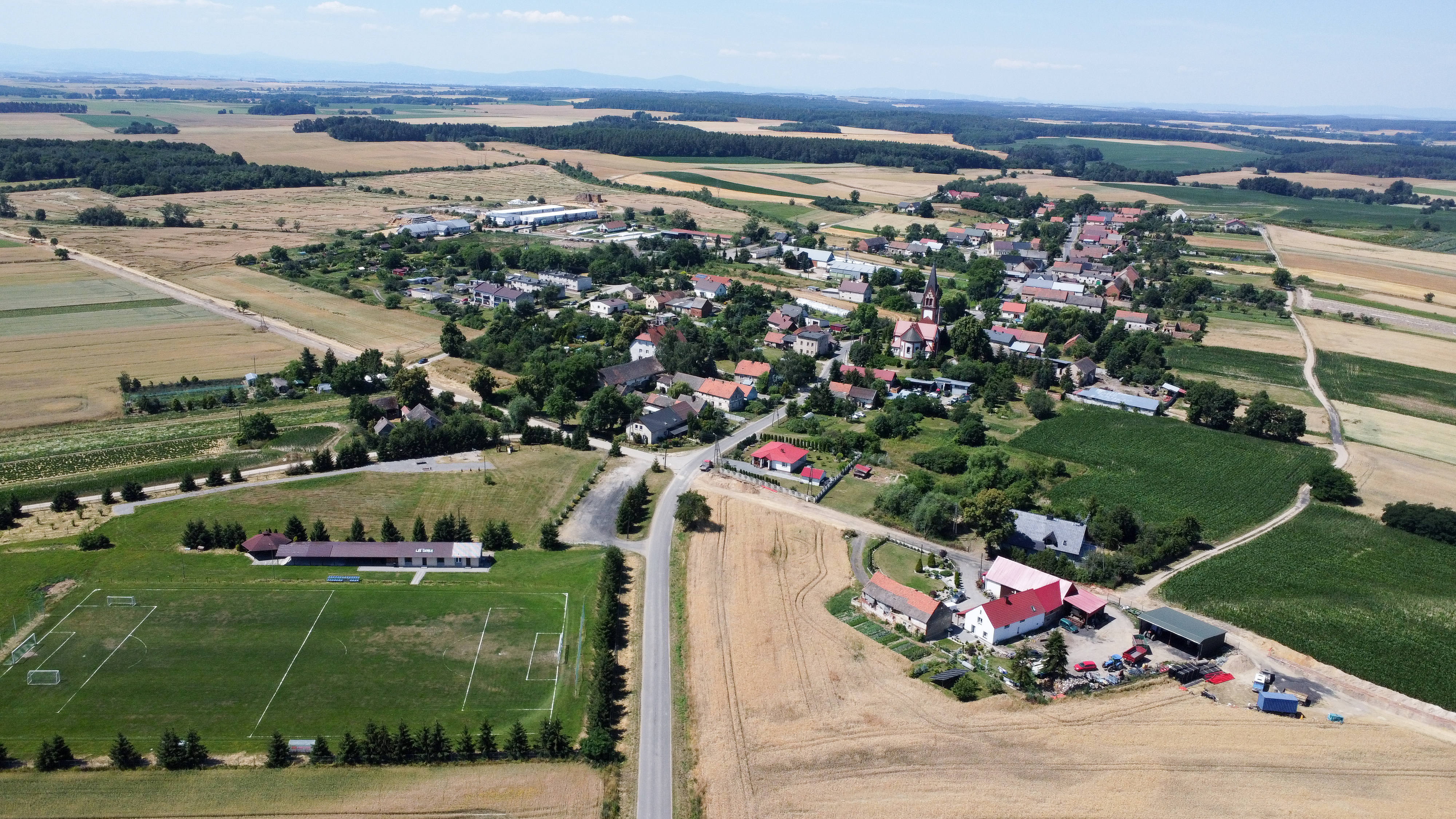
Blick auf Czarnolas (2023)

Czarnolas (deutsch Petersheide, auch Petershaide) ist ein Ort in der Landgemeinde Skoroszyce im Powiat Nyski der Woiwodschaft Opole in Polen.

## Geographie
Das Angerdorf Czarnolas liegt etwa fünf Kilometer westlich von Skoroszyce, 19 Kilometer nördlich von Nysa (Neisse) und 50 Kilometer südwestlich von Opole (Oppeln) in der Nizina Śląska (Schlesische Tiefebene). Nördlich des Dorfes fließt die Stara Struga, ein linker Nebenfluss der Glatzer Neiße.
Nachbarorte von Czarnolas sind im Westen Jaszów (Seiffersdorf), im Norden Kobiela (Kühschmalz), im Südosten Mroczkowa (Eckwertsheide) und im Südwesten der Rzymiany (Reimen).

## Geschichte
Erstmals erwähnt wurde „Petyrsheide“ im Liber fundationis episcopatus Vratislaviensis aus den Jahren 1295–1305. Damals wurde es nach deutschem Recht ausgesetzt und wahrscheinlich nach dem Neisser Schultheiß Peter benannt. Für das Jahr 1360 ist die Schreibweise Petirsheide überliefert.  Um 1379 wurde eine Kirche erbaut.
Nach dem Ersten Schlesischen Krieg 1742 fiel Petersheide mit dem größten Teil Schlesiens an Preußen.
Nach der Neuorganisation der Provinz Schlesien gehörte die Landgemeinde Petersheide ab 1816 zum Landkreis Grottkau im Regierungsbezirk Oppeln. 1845 bestanden im Dorf eine katholische Kirche, eine katholische Schule, ein Vorwerk, eine Brauerei, eine Ziegelei, eine Scholtisei sowie 116 weitere Häuser. Im gleichen Jahr lebten in Petersheide 583 Menschen, davon sieben evangelisch. 1855 lebten 667 Menschen in Petersheide. 1865 bestanden im Ort eine Scholtisei, 21 Bauern-, 30 Gärtner- und 29 Häuslerstellen. Die zweiklassige katholische Schule wurde im gleichen Jahr von 250 Schülern besucht. 1874 wurde der Amtsbezirk Petersheide gegründet, welcher aus den Landgemeinden Eckwertsheide, Königswalde, Petersheide und Schönheide sowie den Gutsbezirken Eckwertsheide, Petersheide Borkert, Petersheide Laqua und Schönheide bestand. 1885 zählte Petersheide 621 Einwohner.
1933 lebten in Petersheide 614 Einwohner, 1939 waren es 707. Bis Kriegsende 1945 gehörte der Ort zum Landkreis Grottkau.
Als Folge des Zweiten Weltkriegs fiel Petersheide 1945 wie der größte Teil Schlesiens unter polnische Verwaltung. Nachfolgend wurde es in Czarnolas umbenannt und der Woiwodschaft Schlesien angeschlossen. Die deutsche Bevölkerung wurde weitgehend vertrieben. 1950 wurde es der Woiwodschaft Oppeln eingegliedert. 1999 kam der Ort zum wiedergegründeten Powiat Nyski. 2011 lebten 432 Menschen im Ort.

## Sehenswürdigkeiten

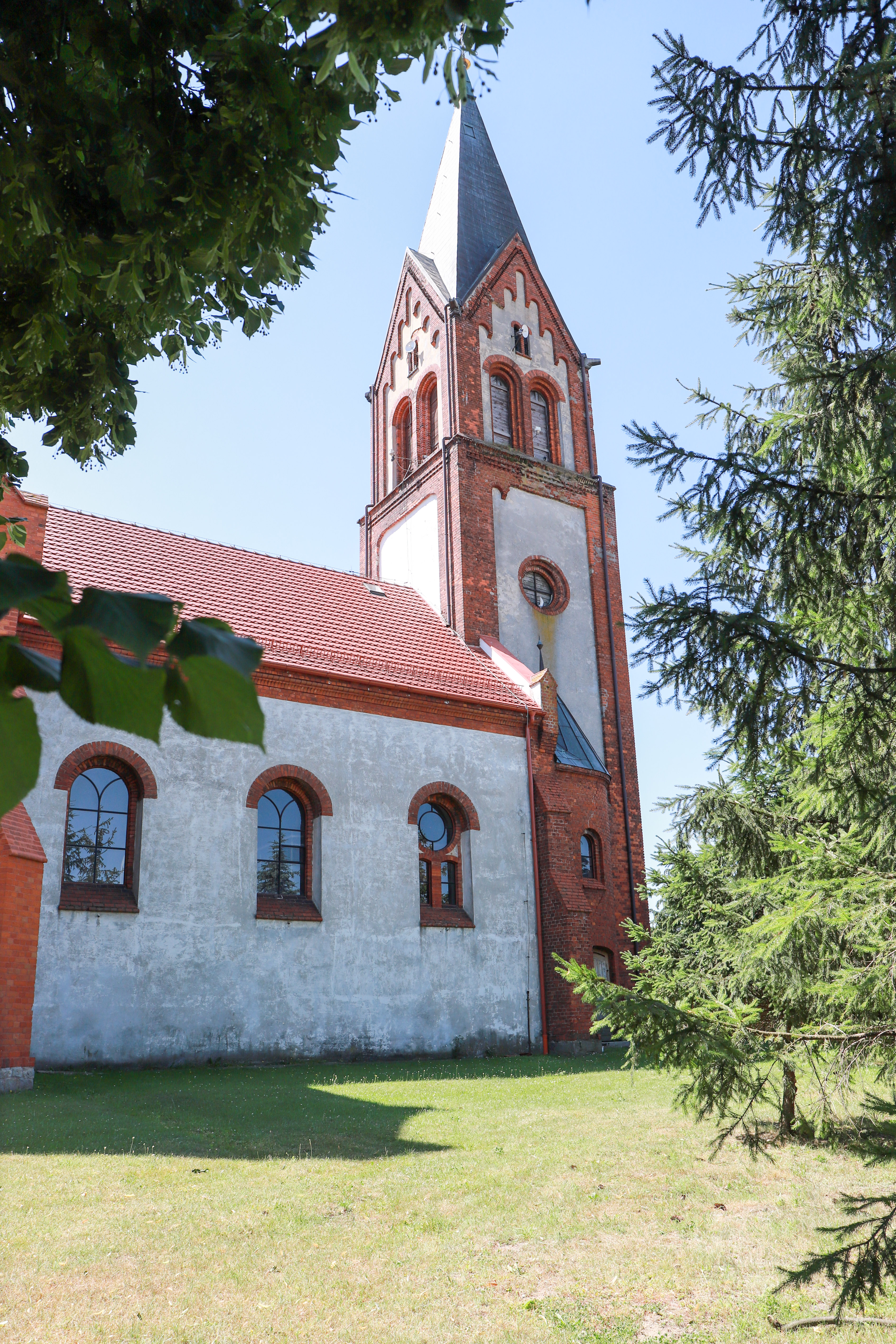
Die Kirche Muttergottes von Tschenstochau

- Die römisch-katholische Kirche Muttergottes von Tschenstochau (polnisch Kościół Matki Boskiej Częstochowskiej) wurde 1890 im Stil der Neugotik erbaut.

## Vereine
- Fußballverein LZS Czarnolas